# 동물의 숲 아미보 페스티벌
《동물의 숲 아미보 페스티벌》(Animal Crossing: Amiibo Festival)은 닌텐도 기획제작본부와 엔디큐브가 개발하고 닌텐도가 배급한 2015년 파티 비디오 게임이다. 《동물의 숲》 시리즈의 외전으로, 기존 작품들의 게임플레이와는 달리 아미보 인형을 활용한 파티 게임이다. Wii U용으로 제작돼 2015년 11월 전세계에 동시발매됐으며, 8종의 동물의 숲 아미모 인형이 게임 출시와 함께 제조돼 판매됐다.
《동물의 숲 아미보 페스티벌》은 혁신이 부재하고 반복적인 게임플레이와 아미보 호환 기능에 대한 비판을 받으면서, 저조한 판매량과 평단에서의 부정적인 평가를 기록해 상업적, 비평적 실패를 거뒀다.

## 반응
일본에서 발매 첫 주 판매량은 20,303장으로 저조한 성적을 거뒀다.

## 참조

### 내용주
1. ↑  일본어: どうぶつの森 amiiboフェスティバル, 영어 제목 《애니멀 크로씽: 아미모 페스티벌》(Animal Crossing: Amiibo Festival)